# Цветан Михов
Цветан Пламенов Михов е български тенисист. През 2010 г. е поканен в отбора на България за Купа Дейвис за мача с Монако. Състезател е на ТК Левски.
Той е двукратен победител при двойките на турнира за юноши (до 16 г.) „Принс Къп“ във Флорида от 2006 (с Ангел Мирчев) и 2007 г. (с Андреас Нейков).
През 2007 г. на Европейското отборно първенство до 16 г. в Ле Токе, Франция печели трето място заедно със Андреас Нейков, Марсел Радев и Григор Димитров (Григор участва в квалификациите, но не играе в заключителния турнир).
През 2008 г. е победител от държавното лично първенство на смесени двойки с Хюлия Велиева, а през 2009 е републикански шампион на сингъл и защитава титлата си на смесени двойки.
Най-доброто му класиране при мъжете е достигане до полуфинал на фючърса в Добрич от 2009 г.
От края на 2010 г. е студент в университета в Оклахома.През 2014 той се завръща в България.

## Класиране в ранглистата в края на годината
| Година | 2008 | 2009 | 2010 |
| Сингъл | 1181 | 957  | 1335 |
| Двойки | -    | 1109 | -    |

## Финали

### Загубени финали на двойки (1)
| Година | Турнир    | Категория       | Партньор         | Съперници                                       | Резултат          |
| 2009   | Добрич F1 | ITF FU $ 10 000 | Димитър Кузманов | Карлос Калдерон-Родригес Герард Гранолерс-Пуйол | 7-6(1) 3-6 [3-10] |